# Lou Seitz
Lou Seitz (* 23. Juli 1899 als Anna Luise Seitz in Mannheim; † 23. August 1985 in Heidelberg) war eine deutsche Schauspielerin.

## Leben und Werk
Seitz, eine Tochter des Briefträgers Karl Seitz und seiner Frau Elisabeth, geb. Pföhler, absolvierte ihre Schauspielausbildung in Mannheim, debütierte anschließend 1921 am Stadttheater Essen, gefolgt von Stationen in Dortmund, Dresden, Wiesbaden und ab 1939 in Berlin. Sie begann ihre Filmkarriere bei Beendigung des Zweiten Weltkriegs. Sie drehte dabei Filme in West-, wie in Ostdeutschland, was damals bei vielen Schauspielern üblich war. Sie blieb aber nach endgültiger Schließung der Grenzen im Westen.
Von den Produzenten wurde sie ausschließlich für Nebenrollen besetzt. So war sie in Im Stahlnetz des Dr. Mabuse neben Lex Barker und Gert Fröbe zu sehen. Neben Kinofilmen drehte sie auch Filme für das Fernsehen. Nachdem sie in den 1950er-Jahren zahlreiche Engagements hatte, ließen die Filmangebote danach deutlich nach, Lou Seitz wurde jedoch gelegentlich als Hörspielsprecherin eingesetzt, so zum Beispiel Ende der 1970er-Jahre in der Serie Spuki, das Schreckgespenst von Schloss Fürstenfurt des Labels Auditon.
Seitz war verheiratet mit dem Schauspieler Walter Gross. Sie starb im Jahr 1985.

## Filmografie (Auswahl)
- 1920: Der Feuerteufel
- 1953: Die Stärkere
- 1954: Pole Poppenspäler
- 1954: Leuchtfeuer
- 1955: Der Ochse von Kulm
- 1955: Liebe ohne Illusion
- 1955: Die Ratten
- 1956: Frucht ohne Liebe
- 1956: Das Bad auf der Tenne
- 1956: Die Rosel vom Schwarzwald
- 1957: Die große Chance
- 1957: Jede Nacht in einem anderen Bett
- 1958: Mädchen in Uniform
- 1958: Kleine Leute mal ganz groß
- 1958: Meine Frau macht Musik
- 1959: Die schöne Lügnerin
- 1961: Im Stahlnetz des Dr. Mabuse
- 1962: Axel Munthe – Der Arzt von San Michele
- 1962: Frauenarzt Dr. Sibelius
- 1963: Meine Frau Susanne – Große Wäsche